# Chanac
Pour les articles homonymes, voir Chanac (homonymie).
Chanac est une commune française située dans l'ouest du département de la Lozère, en région Occitanie.
Exposée à un climat de montagne, elle est drainée par le Lot et par divers autres petits cours d'eau. La commune possède un patrimoine naturel remarquable : un site Natura 2000 (les « falaises de Barjac et causse des Blanquets ») et quatre zones naturelles d'intérêt écologique, faunistique et floristique.
Chanac est une commune rurale qui compte 1 421 habitants en 2022, après avoir connu une forte hausse de la population depuis 1968. Elle fait partie de l'aire d'attraction de Mende. Ses habitants sont appelés les Chanacois ou  Chanacoises.

## Géographie

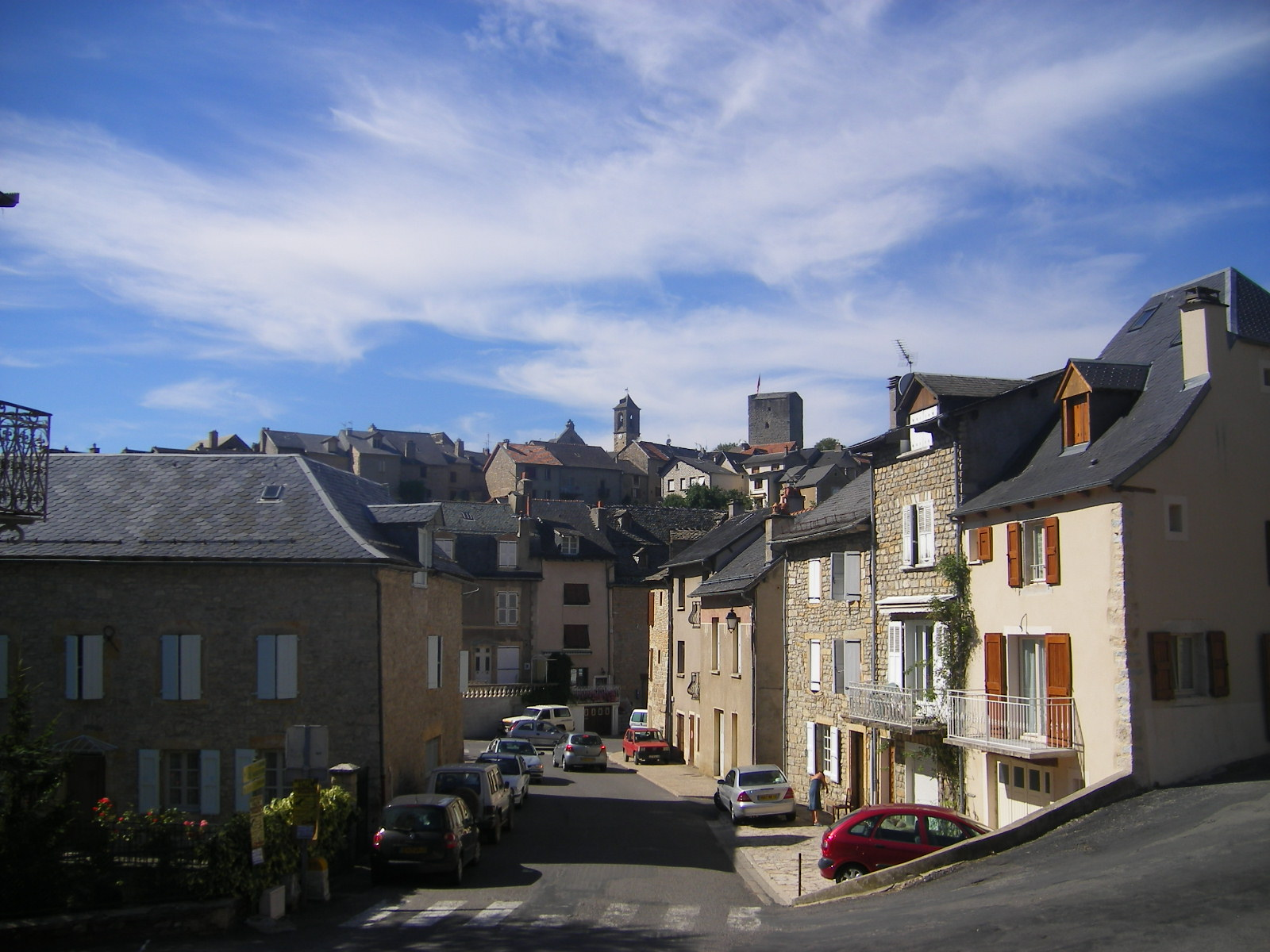
Vue du village.

Le bourg principal est situé sur un éperon rocheux qui domine la vallée d'Olt. Il est situé à une altitude de 650 m. La rivière principale est le Lot (Olt). Une partie de la commune est située sur le causse de Sauveterre à une altitude voisine de 1 000 m.
La commune a une superficie importante de 71 km2 à comparer aux 79 km2 de la commune de Valleraugue (qui comprend la face sud-est du mont Aigoual).
Elle est située dans l'aire linguistique de l'occitan languedocien.

### Communes limitrophes
Les communes limitrophes sont  Balsièges, Barjac, Esclanèdes, Gorges du Tarn Causses, Grèzes, La Canourgue, Laval-du-Tarn, Les Salelles et Palhers.
| Palhers      | Grèzes        | Esclanèdes, Barjac     |
| Les Salelles | Chanac        | Balsièges              |
| La Canourgue | Laval-du-Tarn | Gorges du Tarn Causses |

### Climat
Pour des articles plus généraux, voir Climat de l'Occitanie et Climat de la Lozère.
En 2010, le climat de la commune est de type climat des marges montargnardes, selon une étude s'appuyant sur une série de données couvrant la période 1971-2000. En 2020, Météo-France publie une typologie des climats de la France métropolitaine dans laquelle la commune est exposée à un climat de montagne ou de marges de montagne et est dans la région climatique Sud-est du Massif Central, caractérisée par une pluviométrie annuelle de 1 000 à 1 500 mm, minimale en été, maximale en automne.
Pour la période 1971-2000, la température annuelle moyenne est de 10,7 °C, avec une amplitude thermique annuelle de 15,7 °C. Le cumul annuel moyen de précipitations est de 1 146 mm, avec 10,2 jours de précipitations en janvier et 5,5 jours en juillet. Pour la période 1991-2020, la température moyenne annuelle observée sur la station météorologique la plus proche, située sur la commune de Montrodat à 10 km à vol d'oiseau, est de 10,1 °C et le cumul annuel moyen de précipitations est de 818,0 mm,. Pour l'avenir, les paramètres climatiques de la commune estimés pour 2050 selon différents scénarios d'émission de gaz à effet de serre sont consultables sur un site dédié publié par Météo-France en novembre 2022.

### Milieux naturels et biodiversité

#### Réseau Natura 2000

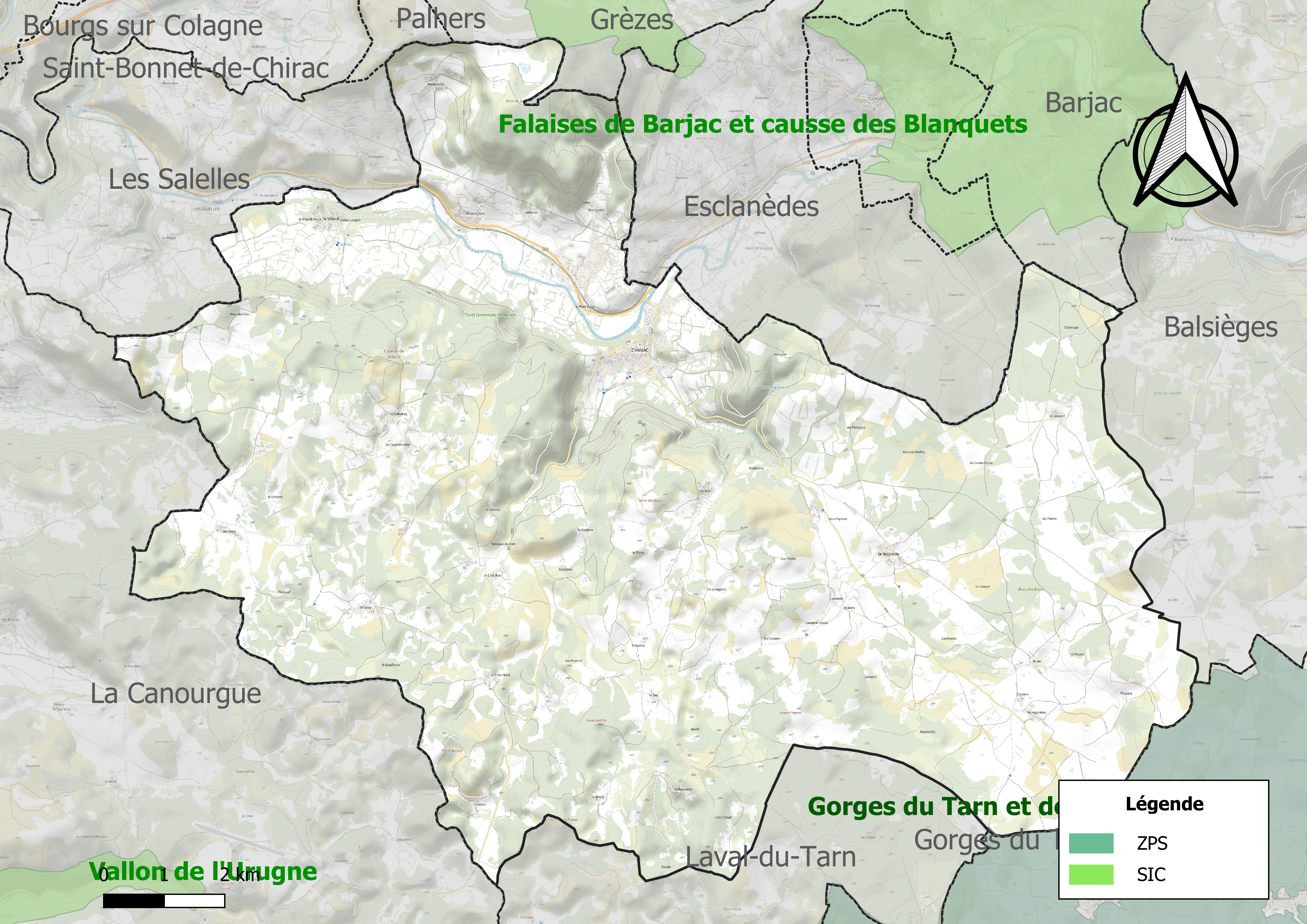
Site Natura 2000 sur le territoire communal.

Le réseau Natura 2000 est un réseau écologique européen de sites naturels d'intérêt écologique élaboré à partir des directives habitats et oiseaux, constitué de zones spéciales de conservation (ZSC) et de zones de protection spéciale (ZPS).
Un site Natura 2000 a été défini sur la commune au titre de la directive habitats : les « falaises de Barjac et causse des Blanquets », d'une superficie de 2 267 ha, constituant un biotope favorable pour de nombreuses espèces de chauve-souris de la directive habitats.

#### Zones naturelles d'intérêt écologique, faunistique et floristique
L’inventaire des zones naturelles d'intérêt écologique, faunistique et floristique (ZNIEFF) a pour objectif de réaliser une couverture des zones les plus intéressantes sur le plan écologique, essentiellement dans la perspective d’améliorer la connaissance du patrimoine naturel national et de fournir aux différents décideurs un outil d’aide à la prise en compte de l’environnement dans l’aménagement du territoire.
Deux ZNIEFF de type 1 sont recensées sur la commune :
les « pelouses de la Plone » (248 ha), couvrant 2 communes du département, et 
la « vallée du Lot à Chanac » (83 ha), couvrant 2 communes du département
et deux ZNIEFF de type 2, : 
- le « causse de Sauveterre » (19 759 ha), couvrant 11 communes du département[14] ;
- les « causses de Marvejols et de Mende » (18 190 ha), couvrant 24 communes du département[15].

Cartes des ZNIEFF de type 1 et 2 à Chanac.
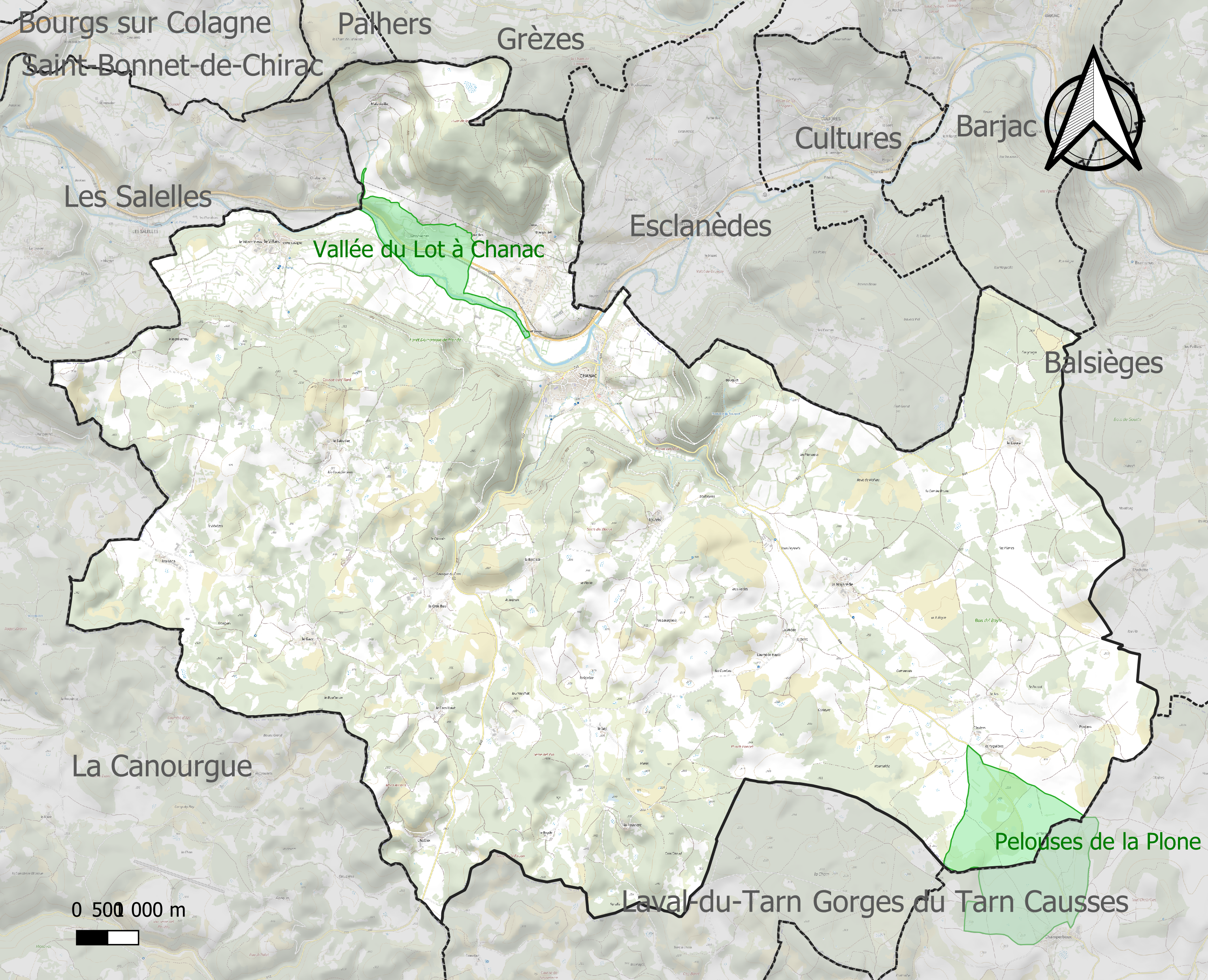
Carte des ZNIEFF de type 1 sur la commune.
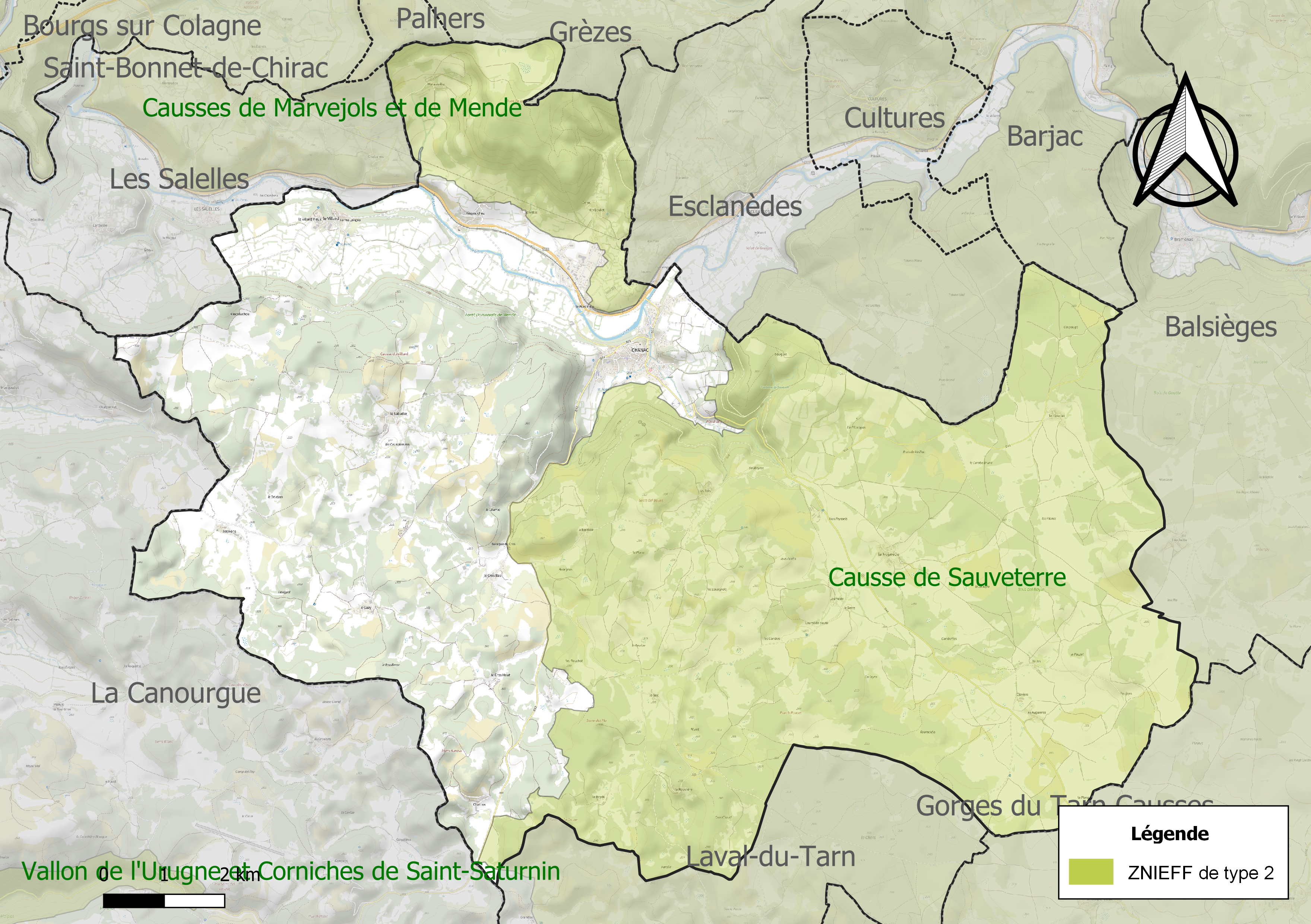
Carte des ZNIEFF de type 2 sur la commune.

## Urbanisme

### Typologie
Au 1er janvier 2024, Chanac est catégorisée bourg rural, selon la nouvelle grille communale de densité à sept niveaux définie par l'Insee en 2022.
Elle est située hors unité urbaine. Par ailleurs la commune fait partie de l'aire d'attraction de Mende, dont elle est une commune de la couronne,. Cette aire, qui regroupe 31 communes, est catégorisée dans les aires de moins de 50 000 habitants,.

### Occupation des sols
L'occupation des sols de la commune, telle qu'elle ressort de la base de données européenne d’occupation biophysique des sols Corine Land Cover (CLC), est marquée par l'importance des forêts et milieux semi-naturels (64,9 % en 2018), en diminution par rapport à 1990 (70,8 %). La répartition détaillée en 2018 est la suivante : 
forêts (33,3 %), milieux à végétation arbustive et/ou herbacée (31,6 %), zones agricoles hétérogènes (25,9 %), prairies (5,7 %), terres arables (2 %), zones urbanisées (0,7 %), zones industrielles ou commerciales et réseaux de communication (0,4 %), mines, décharges et chantiers (0,4 %). L'évolution de l’occupation des sols de la commune et de ses infrastructures peut être observée sur les différentes représentations cartographiques du territoire : la carte de Cassini (XVIIIe siècle), la carte d'état-major (1820-1866) et les cartes ou photos aériennes de l'IGN pour la période actuelle (1950 à aujourd'hui).

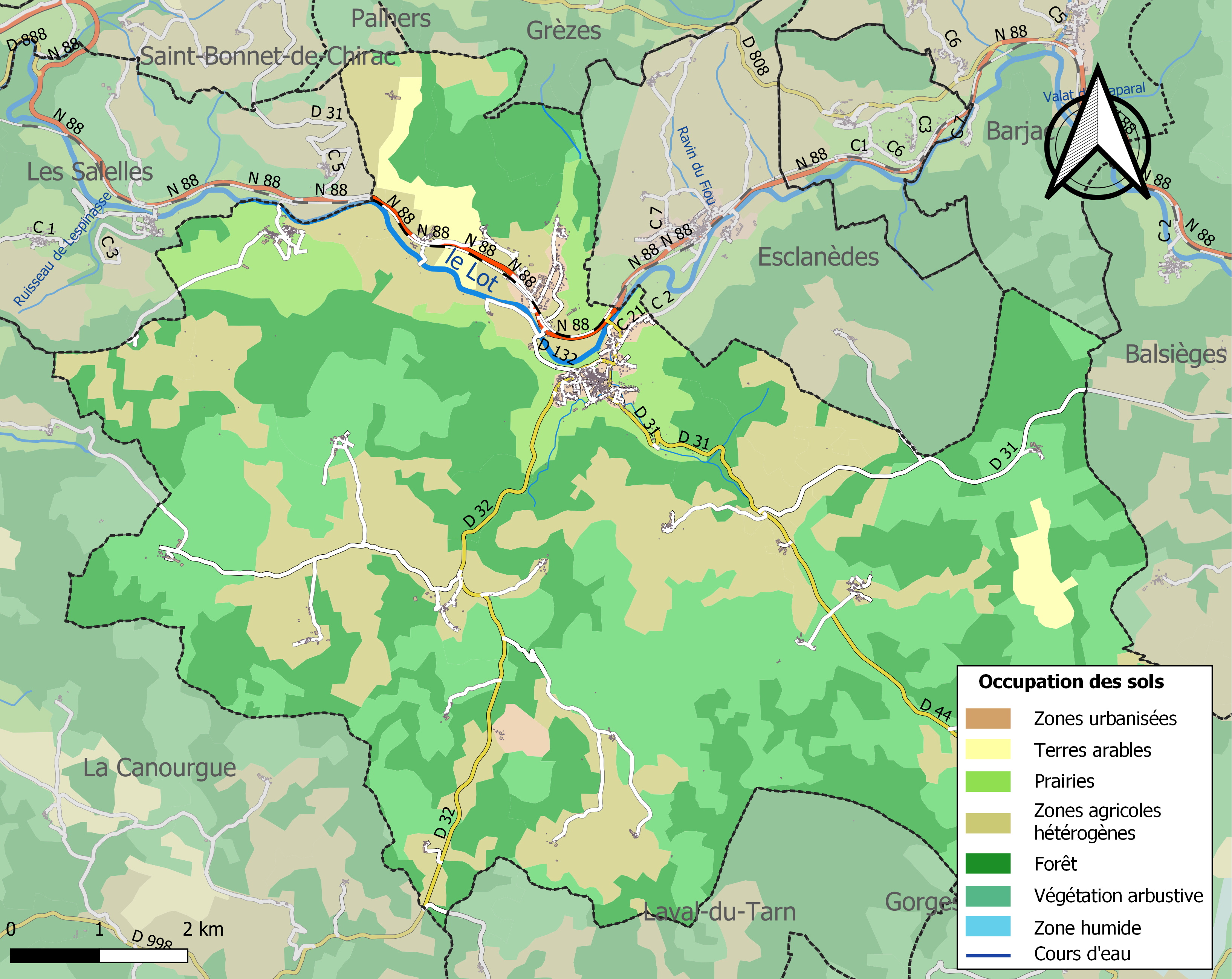
Carte des infrastructures et de l'occupation des sols de la commune en 2018 (CLC).

### Risques majeurs
Le territoire de la commune de Chanac est vulnérable à différents aléas naturels : météorologiques (tempête, orage, neige, grand froid, canicule ou sécheresse), inondations, feux de forêts, mouvements de terrains et séisme (sismicité faible). Il est également exposé à un risque technologique, le transport de matières dangereuses. Un site publié par le BRGM permet d'évaluer simplement et rapidement les risques d'un bien localisé soit par son adresse soit par le numéro de sa parcelle.

#### Risques naturels
La commune fait partie du territoire à risques importants d'inondation (TRI) de Mende-Marvejols, regroupant 17 communes concernées par un risque de débordement du Lot et de la Colagne ainsi que de certains de leurs affluents, un des 18 TRI qui ont été arrêtés fin 2012 sur le bassin Adour-Garonne. Les événements antérieurs à 2014 les plus significatifs sont les crues du 5 novembre 1994, une crue cévenole de référence (3,95 m mesurés à Mende), et des 4 et 5 décembre 2003, une crue méditerranéenne (3,80 m mesurés à Mende). Des cartes des surfaces inondables ont été établies pour trois scénarios : fréquent (crue de temps de retour de 10 ans à 30 ans), moyen (temps de retour de 100 ans à 300 ans) et extrême (temps de retour de l'ordre de 1 000 ans, qui met en défaut tout système de protection). La commune a été reconnue en état de catastrophe naturelle au titre des dommages causés par les inondations et coulées de boue survenues en 1982, 1994 et 2003,.
Chanac est exposée au risque de feu de forêt. Un plan départemental de protection des forêts contre les incendies (PDPFCI) a été approuvé en décembre 2014 pour la période 2014-2023. Les mesures individuelles de prévention contre les incendies sont précisées par divers arrêtés préfectoraux et s’appliquent dans les zones exposées aux incendies de forêt et à moins de 200 mètres de celles-ci. L’arrêté du 23 mars 2018, complété par un arrêté de 2020, réglemente l'emploi du feu en interdisant notamment d’apporter du feu, de fumer et de jeter des mégots de cigarette dans les espaces sensibles et sur les voies qui les traversent sous peine de sanctions. L'arrêté du 23 août 2021, abrogeant un arrêté de 2002, rend le débroussaillement obligatoire, incombant au propriétaire ou ayant droit,,.

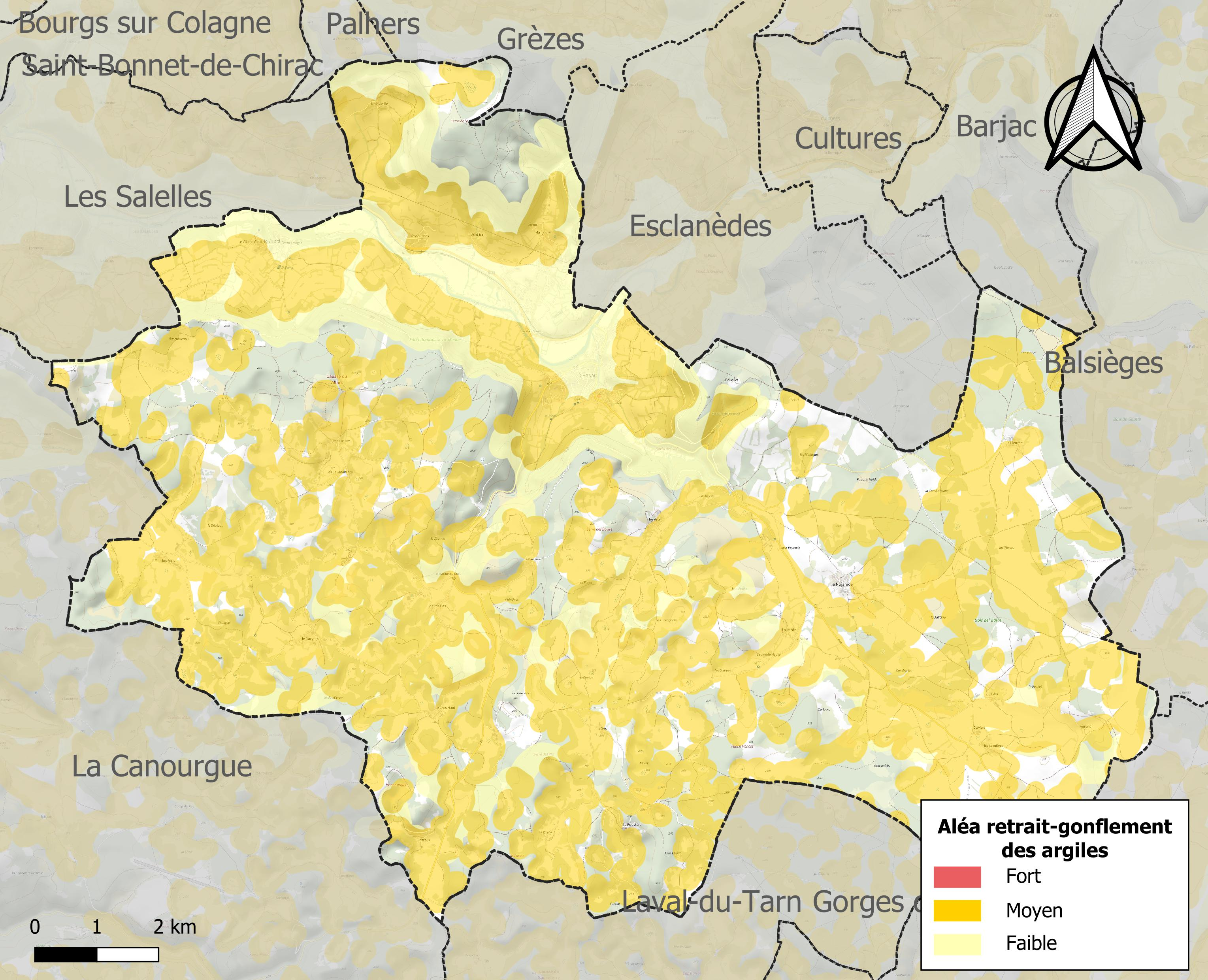
Carte des zones d'aléa retrait-gonflement des sols argileux de Chanac.

Les mouvements de terrains susceptibles de se produire sur la commune sont des affaissements et effondrements liés aux cavités souterraines (hors mines), des éboulements, chutes de pierres et de blocs et des glissements de terrain. Par ailleurs, afin de mieux appréhender le risque d’affaissement de terrain, l'inventaire national des cavités souterraines permet de localiser celles situées sur la commune.
Le retrait-gonflement des sols argileux est susceptible d'engendrer des dommages importants aux bâtiments en cas d’alternance de périodes de sécheresse et de pluie. 60 % de la superficie communale est en aléa moyen ou fort (15,8 % au niveau départemental et 48,5 % au niveau national). Sur les 723 bâtiments dénombrés sur la commune en 2019, 290 sont en aléa moyen ou fort, soit 40 %, à comparer aux 14 % au niveau départemental et 54 % au niveau national. Une cartographie de l'exposition du territoire national au retrait gonflement des sols argileux est disponible sur le site du BRGM,.
Par ailleurs, afin de mieux appréhender le risque d’affaissement de terrain, l'inventaire national des cavités souterraines permet de localiser celles situées sur la commune.

#### Risques technologiques
Le risque de transport de matières dangereuses sur la commune est lié à sa traversée par des infrastructures routières ou ferroviaires importantes ou la présence d'une canalisation de transport d'hydrocarbures. Un accident se produisant sur de telles infrastructures est susceptible d’avoir des effets graves sur les biens, les personnes ou l'environnement, selon la nature du matériau transporté. Des dispositions d’urbanisme peuvent être préconisées en conséquence.

## Toponymie
Attestée sous la forme Cannaco en 1109.

## Histoire
Chanac est située sur la ligne du Monastier à La Bastide-Saint-Laurent-les-Bains, appelée aussi le Translozérien, qui dessert Mende. La gare de Chanac, mise en service le 3 mai 1884, est devenue un point d'arrêt non géré (PANG) à entrée libre pour les TER Occitanie.
Le 1er janvier 1973, la commune fusionne avec Le Villard sous le régime de la fusion-association.

## Politique et administration

### Découpage territorial
La commune de Chanac est membre de la communauté de communes Aubrac Lot Causses Tarn, un établissement public de coopération intercommunale (EPCI) à fiscalité propre créé le 30 novembre 2016 dont le siège est à La Canourgue. Ce dernier est par ailleurs membre d'autres groupements intercommunaux.
Sur le plan administratif, elle est rattachée à l'arrondissement de Mende, à la circonscription administrative de l'État de la Lozère et à la région Occitanie.
Sur le plan électoral, elle dépend du canton de La Canourgue pour l'élection des conseillers départementaux, depuis le redécoupage cantonal de 2014 entré en vigueur en 2015, et de la circonscription de la Lozère pour les élections législatives, depuis le dernier découpage électoral de 2010.

### Liste des maires
| Période   | Période                   | Identité                      | Étiquette      | Qualité                                                                    |
| --------- | ------------------------- | ----------------------------- | -------------- | -------------------------------------------------------------------------- |
| fév 1790  | juin 1791                 | Jean Baptiste Bertrand de Ras |                |                                                                            |
| juin 1791 | nov 1792                  | Etienne Cordesse              |                | bourgeois, ménager                                                         |
| nov 1792  | 1795                      | Jean Barbut                   |                | aubergiste                                                                 |
| 1795      | 1796                      | Jean Bonnefoux                |                |                                                                            |
| 1796      | 1799                      | Alexis Pascal                 |                | négociant                                                                  |
| 1799      | 1801                      | Jean Barbut                   |                | aubergiste                                                                 |
| 1801      | 1801                      | Jean-Antoine Coulomb          |                |                                                                            |
| 1809      | 1809                      | Alexis Pascal                 |                | négociant                                                                  |
| 1809      | 1815                      | Pierre Malafosse              |                | notaire                                                                    |
| 1815      | 1825                      | Nègre                         |                | notaire                                                                    |
| 1825      | 1830                      | Jean-Antoine Coulomb          |                | négociant                                                                  |
| 1830      | 1848                      | Jean-Baptiste Cordesse        |                | notaire                                                                    |
| 1848      | 1854                      | Léopold Rimbaud               |                |                                                                            |
| 1854      | 1862                      | Achille Nègre                 |                |                                                                            |
| 1862      | 1889                      | Albert Rouffiac               |                |                                                                            |
| 1889      | 1905                      | Amans Rouffiac                |                |                                                                            |
| 1905      | 1906                      | Oswald Cordesse               |                | notaire                                                                    |
| 1907      | 1925                      | Gabriel Rouffiac              |                |                                                                            |
| 1925      | 1929                      | Bernard Dupont de Ligonnès    |                |                                                                            |
| 1929      | 1942                      | Émilien Palmier               |                |                                                                            |
| 1944      | 1945                      | Albert Cordesse               |                | greffier                                                                   |
| 1945      | 1947                      | Émilien Palmier               |                |                                                                            |
| 1947      | 1972                      | Abel Palmier                  |                | Médecin Conseiller général du canton de Chanac (1949-1972)                 |
| 1972      | 1973                      | Pierre Valentin               |                |                                                                            |
| 1973      | 1995                      | Janine Bardou                 | UDF            | Sénatrice (1994-2001) Conseillère générale du canton de Chanac (1972-1998) |
| 1995      | En cours (au 7 juin 2020) | Philippe Rochoux              | UDF puis MoDem | Conseiller général du canton de Chanac (2004-2015)                         |

### Intercommunalité
La communauté de communes du Pays de Chanac est créé en 2004. Elle possède 5 communes et son siège se trouve à Chanac. Le 31 décembre 2016, la communauté de communes est dissoute et Chanac fait partie depuis de la communauté de communes Aubrac Lot Causses Tarn, dont le siège est situé à La Canourgue.

## Population et société

### Démographie

#### Évolution démographique
L'évolution du nombre d'habitants est connue à travers les recensements de la population effectués dans la commune depuis 1793. Pour les communes de moins de 10 000 habitants, une enquête de recensement portant sur toute la population est réalisée tous les cinq ans, les populations de référence des années intermédiaires étant quant à elles estimées par interpolation ou extrapolation. Pour la commune, le premier recensement exhaustif entrant dans le cadre du nouveau dispositif a été réalisé en 2006.

En 2022, la commune comptait 1 421 habitants, en évolution de −2,6 % par rapport à 2016 (Lozère : +0,11 %, France hors Mayotte : +2,11 %).
| 1793  | 1800  | 1806  | 1821  | 1831  | 1836  | 1841  | 1846  | 1851  |
| ----- | ----- | ----- | ----- | ----- | ----- | ----- | ----- | ----- |
| 1 900 | 1 693 | 1 770 | 1 596 | 1 881 | 1 834 | 1 753 | 1 802 | 1 713 |

| 1856  | 1861  | 1866  | 1872  | 1876  | 1881  | 1886  | 1891  | 1896  |
| ----- | ----- | ----- | ----- | ----- | ----- | ----- | ----- | ----- |
| 1 657 | 1 704 | 1 732 | 1 664 | 1 661 | 1 732 | 1 611 | 1 517 | 1 506 |

| 1901  | 1906  | 1911  | 1921  | 1926 | 1931 | 1936 | 1946 | 1954 |
| ----- | ----- | ----- | ----- | ---- | ---- | ---- | ---- | ---- |
| 1 380 | 1 266 | 1 165 | 1 004 | 970  | 956  | 976  | 955  | 826  |

| 1962 | 1968 | 1975 | 1982  | 1990  | 1999  | 2006  | 2011  | 2016  |
| ---- | ---- | ---- | ----- | ----- | ----- | ----- | ----- | ----- |
| 892  | 866  | 988  | 1 019 | 1 035 | 1 153 | 1 330 | 1 421 | 1 459 |

| 2021  | 2022  | - | - | - | - | - | - | - |
| ----- | ----- | - | - | - | - | - | - | - |
| 1 437 | 1 421 | - | - | - | - | - | - | - |

#### Pyramide des âges
La population de la commune est relativement jeune. En 2018, le taux de personnes d'un âge inférieur à 30 ans s'élève à 34,4 %, soit un taux supérieur à la moyenne départementale (29,7 %). À l'inverse, le taux de personnes d'un âge supérieur à 60 ans (23,4 %) est inférieur au taux départemental (32,5 %).
En 2018, la commune comptait 739 hommes pour 720 femmes, soit un taux de 50,65 % d'hommes, supérieur au taux départemental (49,96 %).
Les pyramides des âges de la commune et du département s'établissent comme suit :
| Hommes | Classe d’âge | Femmes |
| ------ | ------------ | ------ |
| 0,9    | 90 ou +      | 2,1    |
| 7,1    | 75-89 ans    | 7,9    |
| 15,7   | 60-74 ans    | 13,1   |
| 22,1   | 45-59 ans    | 19,6   |
| 19,2   | 30-44 ans    | 23,4   |
| 13,9   | 15-29 ans    | 12,9   |
| 21,0   | 0-14 ans     | 20,9   |

| Hommes | Classe d’âge | Femmes |
| ------ | ------------ | ------ |
| 1      | 90 ou +      | 2,8    |
| 9,1    | 75-89 ans    | 11,8   |
| 21,6   | 60-74 ans    | 21,1   |
| 21,5   | 45-59 ans    | 20,2   |
| 16,3   | 30-44 ans    | 15,9   |
| 15,5   | 15-29 ans    | 13,6   |
| 15     | 0-14 ans     | 14,6   |

### Enseignement
Les élèves de la commune sont rattachés à l'académie de Montpellier (zone A). Chanac possède deux écoles, une publique et une privée.

### Cultes
Église Saint-Jean-Baptiste.

## Économie

### Revenus
En 2018, la commune compte 589 ménages fiscaux, regroupant 1 407 personnes. La médiane du revenu disponible par unité de consommation est de 21 460 € (20 420 € dans le département).

### Emploi
|                | 2008  | 2013  | 2018  |
| -------------- | ----- | ----- | ----- |
| Commune        | 4,1 % | 4,3 % | 4 %   |
| Département    | 5 %   | 6,4 % | 7,1 % |
| France entière | 8,3 % | 10 %  | 10 %  |

En 2018, la population âgée de 15 à 64 ans s'élève à 897 personnes, parmi lesquelles on compte 74,9 % d'actifs (70,9 % ayant un emploi et 4 % de chômeurs) et 25,1 % d'inactifs,. Depuis 2008, le taux de chômage communal (au sens du recensement) des 15-64 ans est inférieur à celui de la France et du département.
La commune fait partie de la couronne de l'aire d'attraction de Mende, du fait qu'au moins 15 % des actifs travaillent dans le pôle,. Elle compte 434 emplois en 2018, contre 464 en 2013 et 459 en 2008. Le nombre d'actifs ayant un emploi résidant dans la commune est de 643, soit un indicateur de concentration d'emploi de 67,6 % et un taux d'activité parmi les 15 ans ou plus de 58,9 %.
Sur ces 643 actifs de 15 ans ou plus ayant un emploi, 230 travaillent dans la commune, soit 36 % des habitants. Pour se rendre au travail, 83,5 % des habitants utilisent un véhicule personnel ou de fonction à quatre roues, 1,6 % les transports en commun, 7,4 % s'y rendent en deux-roues, à vélo ou à pied et 7,6 % n'ont pas besoin de transport (travail au domicile).

## Culture locale et patrimoine

### Lieux et monuments

#### Le château de Chanac

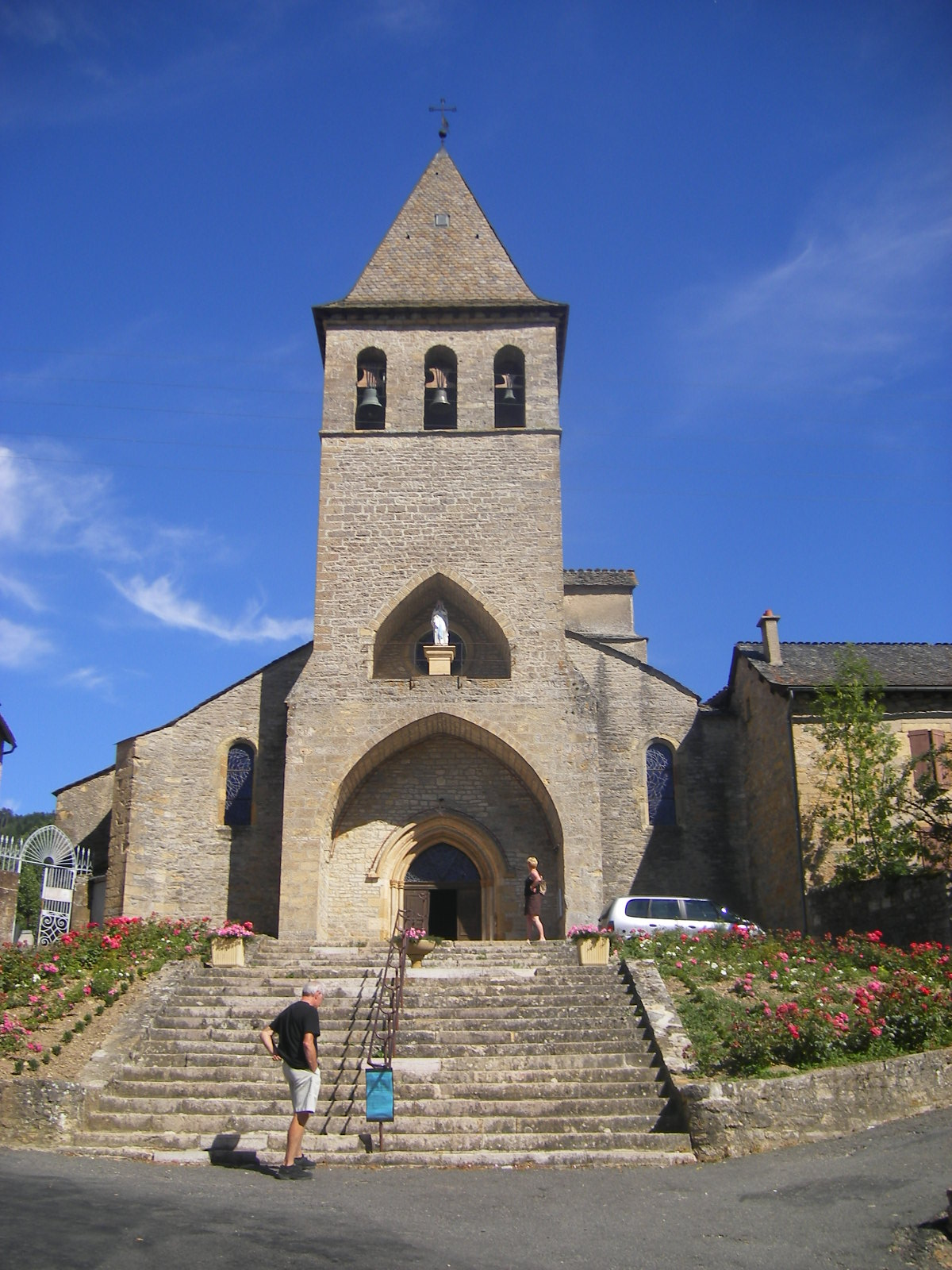
Église Saint-Jean-Baptiste.

Le donjon est un vestige d'une forteresse. Il y a deux hypothèses pour sa construction :
- soit une première forteresse construite en 1194 par Béranger IV, roi d'Aragon ;
- soit un château édifié par l'évêque Guillaume IV de Peyre en 1220.

La tour de Chanac est un édifice achevé au XIIIe siècle et à moitié démoli au XVIIIe siècle.
Il se trouve en haut de la colline de Chanac et à une vue imprenable sur le sacré cœur. En synthèse, il est probable que la construction de la forteresse fut commencée entre 1194 et 1213 pour le roi d'Aragon puis continuée pour l'évêque de Mende propriétaire du lieu à partir de 1213.
Âprement disputée pendant les guerres de Religion, la forteresse deviendra propriété et résidence d'été des évêques de Mende ce qui conduira à un aménagement en « château de plaisance ».

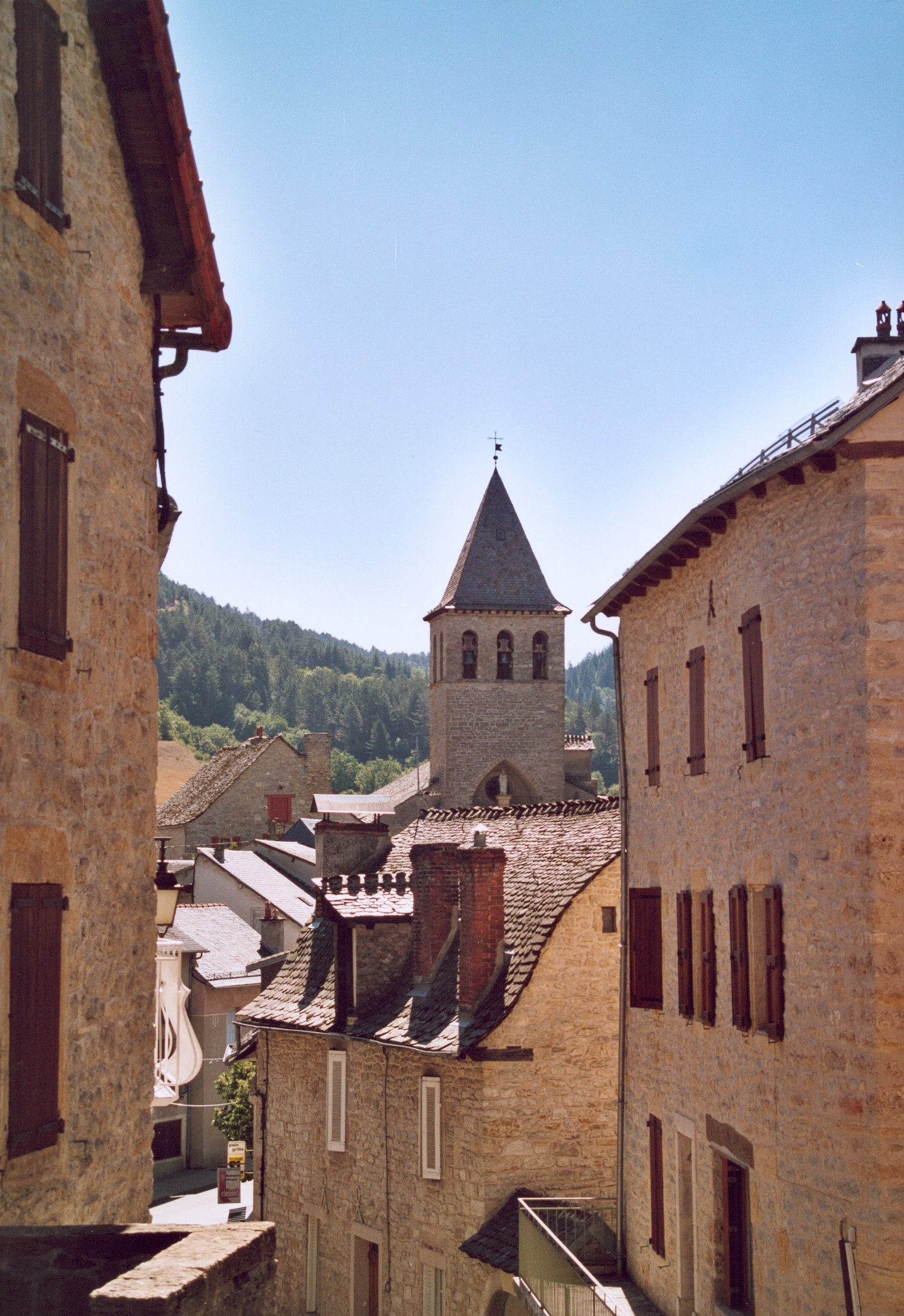
L'église Saint-Jean-Baptiste.
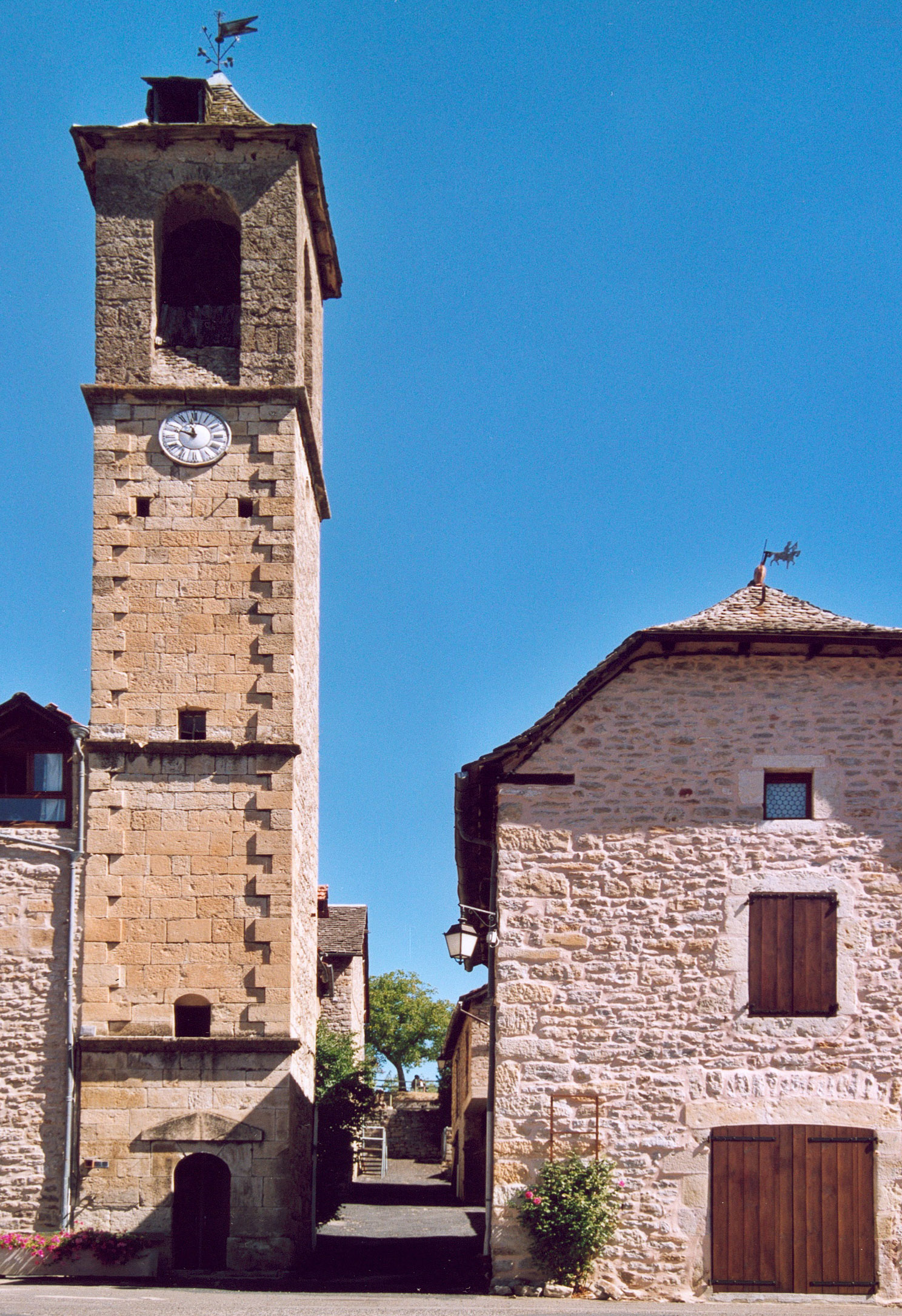
La tour de l'horloge du château.
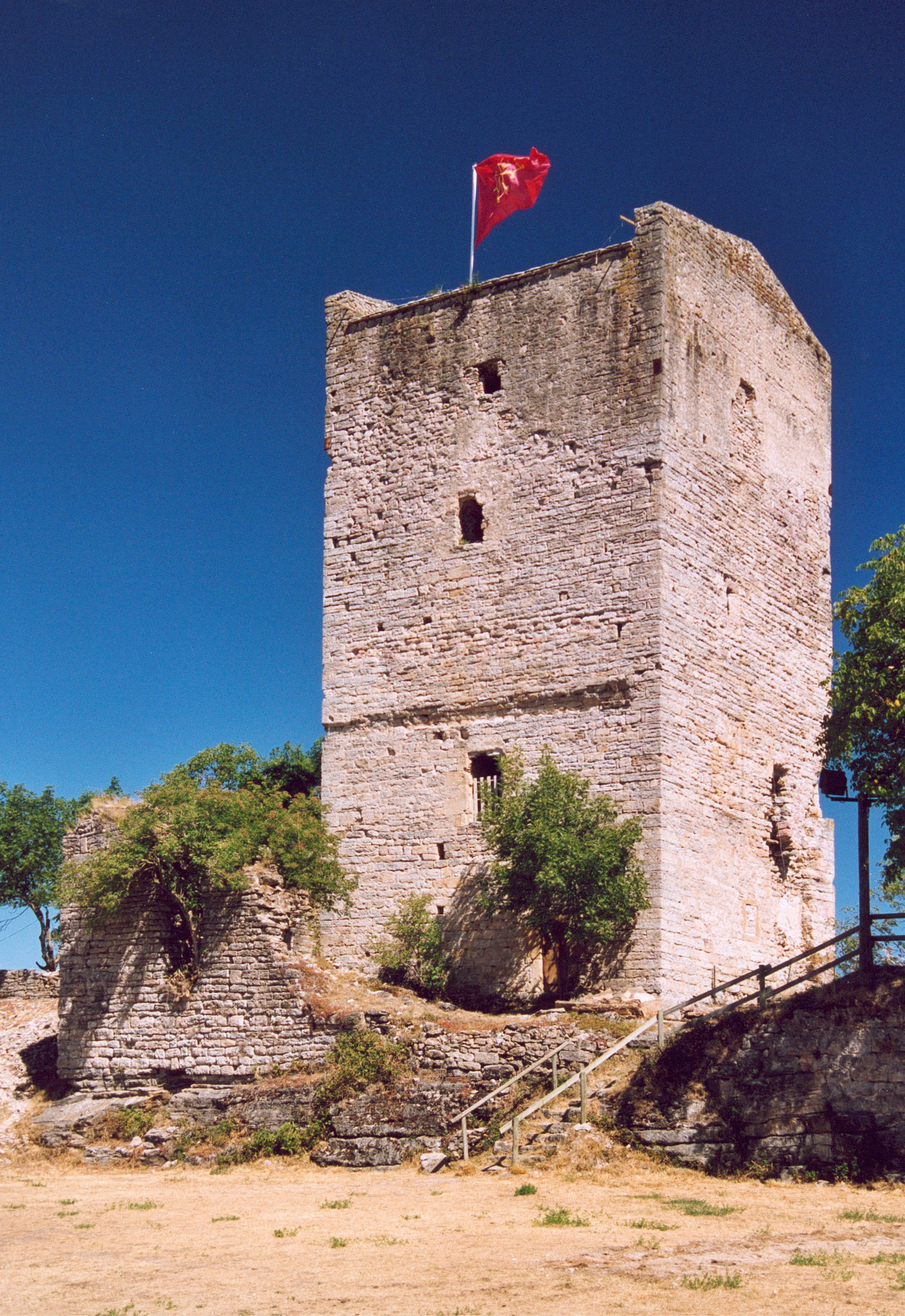
Le donjon.

#### Le château de Ressouches
Construit entre le XIVe et le XIXe siècle, le château de Ressouches est une propriété de la famille Dupont de Ligonnès, dont les armes sont visibles dans la chapelle du château. Il s'agit de nos jours d'une propriété privée, toujours entre les mains des Ligonnès.

#### L'église Saint-Jean-Baptiste
L'église paroissiale est inscrite au titre des monuments historiques par arrêté du 15 février 2019.

#### Ensemble fortifié du Villard
L'Ensemble fortifié du Villard, y compris le sol, les remparts, l'église avec ses peintures murales et toutes les constructions, ont été inscrits au titre des monuments historiques en 1988.

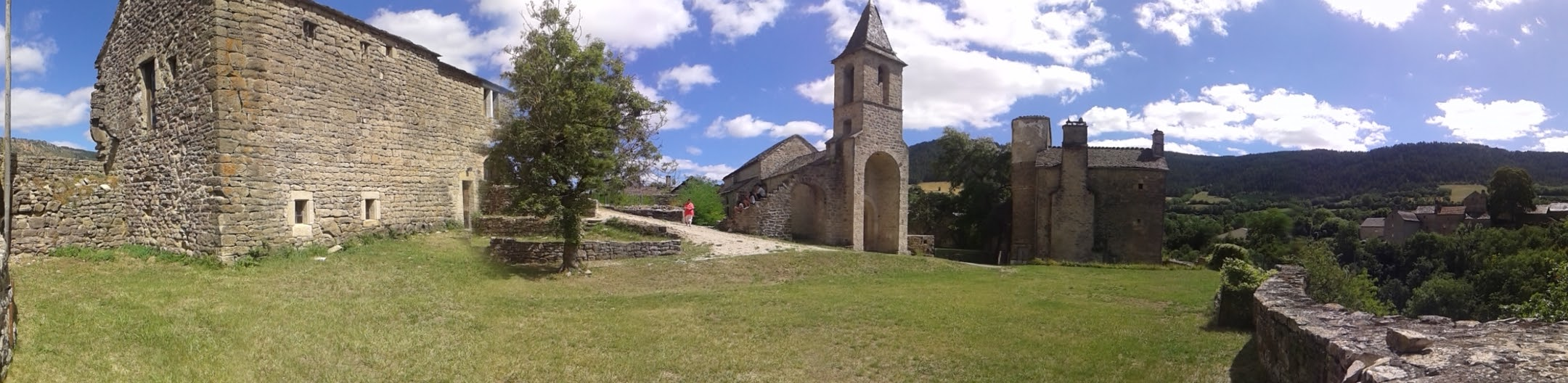
Ensemble fortifié du Villard

- Église Saint-Privat du Villard.

### Personnalités liées à la commune
Famille Dupont de Ligonnès : Chanac comptait parmi ses habitants de prestigieuses personnalités. Ainsi, la famille Dupont de Ligonnès est originaire de Chanac. Elle possédait à ce titre le château de Ressouches. Plusieurs membres de la famille sont enterrés au cimetière de Chanac.
Alfred Bucher (1898-1944) : Résistant communiste allemand et brigadiste en Espagne, réfugié en Lozère, fut forcé de rejoindre le 321e Groupement de Travailleurs Etrangers basé à Chanac, rejoint divers maquis avant d'être assassiné par les troupes d'occupation à La Parade en Lozère.
Robert Cordesse (1933-2005) : instituteur né à Chanac, militant communiste et syndicaliste, conseiller municipal communiste de Chanac en 2001 et 1er adjoint au maire.
Chanac est également le fief de quelques personnalités politiques renommées. Ainsi, Janine Bardou, maire de la commune de 1973 à 1995, fut sénatrice et présidente du conseil général de la Lozère de 1985 à 1994.
Au milieu des années 1980, la famille de l'humoriste Claudia Tagbo, arrivant de Côte d'ivoire, s'est installée et a vécu pendant deux ans à Chanac.

### Héraldique
| Chanac | Son blasonnement est : écartelé : au premier et au quatrième de gueules à trois roses d'or, au deuxième et au troisième fascés d'or et d'azur de six pièces ; sur le tout d'argent à l'aigle de sable. |